# Копривна (Шодоловци)
Копривна је насељено место у саставу општине Шодоловци, Осјечко-барањска жупанија, Република Хрватска.

## Историја
До територијалне реорганизације у Хрватској, налазила се у саставу старе општине Осијек.

## Становништво
На попису становништва 2011. године, Копривна је имала 113 становника.

## Попис 1991.
На попису становништва 1991. године, насељено место Копривна је имало 219 становника, следећег националног састава:
| Попис 1991.‍  | Попис 1991.‍  | Попис 1991.‍ | Попис 1991.‍ | Попис 1991.‍ |
| ------------ | ------------ | ----------- | ----------- | ----------- |
|              |              |             |             |             |
| Срби         | Срби         |             | 160         | 73,05%      |
| Хрвати       | Хрвати       |             | 48          | 21,91%      |
| Југословени  | Југословени  |             | 3           | 1,36%       |
| Мађари       | Мађари       |             | 1           | 0,45%       |
| Немци        | Немци        |             | 1           | 0,45%       |
| неопредељени | неопредељени |             | 5           | 2,28%       |
| непознато    | непознато    |             | 1           | 0,45%       |
| укупно: 219  |              |             |             |             |